# Confusacris unicolor
Confusacris unicolor är en insektsart som beskrevs av Yin, X.-c. och B. Li 1987. Confusacris unicolor ingår i släktet Confusacris och familjen gräshoppor. Inga underarter finns listade i Catalogue of Life.